# Jet Black (Musiker)

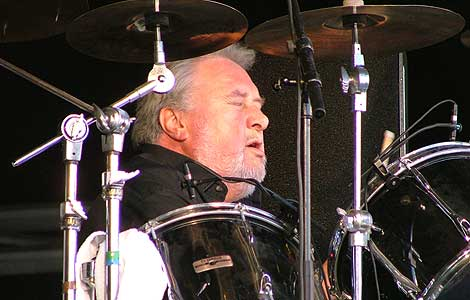
Jet Black (2006)

Jet Black (eigentlich Brian John Duffy, * 26. August 1938 in Ilford; † 6. Dezember 2022 in Nordwales) war ein britischer Musiker. Bekannt wurde er als Schlagzeuger der Stranglers.

## Frühe Jahre
Brian John Duffy wurde 1938 in Ilford im Osten von Greater London geboren. Die Eltern waren aus Irland eingewanderte Katholiken, der Vater war Lehrer. Duffy litt als Kind an chronischem Asthma. Während der Schulzeit erlernte er zunächst Klarinette, Klavier und Geige, später autodidaktisch Schlagzeug. Noch während der Schulzeit spielte er zunächst in einem Swing-Orchester, später in einer Skiffleband. Er verließ die Schule ohne Abschluss, begann eine Ausbildung als Tischler und spielte abends als Sessionmusiker Schlagzeug. Mitte der 1960er-Jahre machte er sich selbständig: Er betrieb ein Geschäft für alkoholhaltige Getränke („off-licence“) in Guildford südwestlich von London, vertrieb Zubehör für Heimbrauereien und besaß mehrere mobile Eiswagen. Zu dieser Zeit war er kurzzeitig verheiratet.

## Karriere

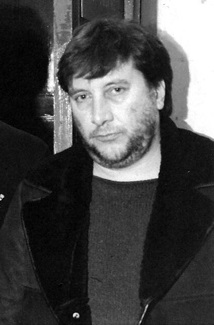
Jet Black (1985)

Nachdem Duffy beruflich ein gewisses Maß an finanzieller Sicherheit erreicht hatte, wandte er sich in den 1970er-Jahren wieder dem Schlagzeugspiel zu und nahm dabei den Künstlernamen Jet Black an. Im September 1974 antwortete er auf eine Anzeige im Melody Maker, mit der der Bluesgitarrist Hugh Cornwell einen Schlagzeuger für seine Band Johnny Sox suchte. Black trat der Band bei und bot den finanziell darbenden Mitgliedern an, in die Räume oberhalb seines Geschäfts einzuziehen, was diese annahmen. Er stellte den Musikern aber nach kurzer Zeit ein Ultimatum, sich entweder zu professionalisieren oder auf seine weitere Mitarbeit und die kostenlose Unterkunft zu verzichten.
Der Johnny-Sox-Sänger Gyrth Godwin und der Bassist Jan Knutsson zogen daraufhin zurück in ihre Heimat Schweden. Godwin hatte zuvor den klassischen Gitarristen Jean-Jacques Burnel kennengelernt, der der Band beitrat. Cornwell überzeugte den ehemaligen Johnny-Sox-Gitarristen Hans Wärmling, aus Schweden nach England zu ziehen und die Band zu unterstützen. Das Quartett benannte sich in Guildford Stranglers um, nach dem mutmaßlichen US-amerikanischen Massenmörder Albert Henry DeSalvo, dem „Boston Strangler“. Zur Finanzierung der Band verkaufte Black seine Eiswagen. Der erste Tourbus der Gruppe war der letzte verbliebene Wagen.
Blacks zweite Ehe mit seiner Frau Helena scheiterte an seinem Lebensstil als Musiker. Laut dem Stranglers-Biographen David Buckley war Black das Organisationstalent der Band sowie das Mitglied mit dem ausgeprägtesten Geschäftssinn. Burnel bezeichnete Blacks Rolle innerhalb der Band zu dieser Zeit als „Vaterfigur“. Da Black zu diesem Zeitpunkt bereits Ende 30 und deutlich älter als seine Bandkollegen war, machte er sich in Interviews um bis zu zehn Jahre jünger, um einen möglichen kommerziellen Erfolg der Band nicht zu gefährden. Anfangs versuchte Black, sich beim Texten der Stranglers-Songs einzubringen, stieß damit beim Rest der Band aber auf wenig Begeisterung.

“My lyrics used to sound like business letters and used to get vetoed.”

„Meine Texte klangen wie Geschäftskorrespondenz und wurden abgelehnt.“

1980, während der Ausarbeitung des 1981 erschienenen Albums The Gospel According to the Meninblack, entschloss sich die Band kollektiv zur Einnahme von Heroin zur Unterstützung des Kreativprozesses. Im Gegensatz zum Sänger Cornwell und dem Bassisten Burnel beendete Black das Experiment jedoch nach einem Tag. Für das 1983 veröffentlichte Album Feline begann Black erstmals, mit einem elektronischen Schlagzeug zu arbeiten; fortan programmierte er die Schlagzeugparts der Stranglers-Stücke, statt sie einzuspielen. Im gleichen Jahr veröffentlichte er ein Buch, Much Ado About Nothing, in dem er seine Sicht der Krawalle schilderte, die die Stranglers 1981 auf dem Campus der Universität Nizza ausgelöst hatten. 2011 veröffentlichte er ein weiteres Buch zum Thema, Seven Days in Nice. 1996 patentierte Black eine Fußmaschine, die Jet Black Power Bass Drum Pedal.

## Späteres Leben und Tod
Ab Beginn der 2010er-Jahre machten Black gesundheitliche Probleme zu schaffen, so Anfälle von Atemnot und Infektionen im Brustraum. Im März 2007 verkündete er, an permanentem Vorhofflimmern zu leiden. 2015 wurde Jet Black noch als Mitglied der Band aufgeführt, spielte aber nicht mehr live. 2017 war auf Plakatankündigungen zur Classic-Collection-Tournee der Stranglers erstmals der neue Tour-Schlagzeuger Jim Macaulay anstelle von Black zu sehen. 2018 erlitt Black einen leichten Hirninfarkt. Black starb am 6. Dezember 2022 im Alter von 84 Jahren in seinem Haus in Nordwales.

## Werk
- Much Ado About Nothing. Stranglers Information Service, 1983.
- Seven Days in Nice. Coursegood Books, 2011.